# Американски воден кос
Американския воден кос (Cinclus mexicanus) е дребна пойна птица срещаща се в Северна Америка. По външен вид и поведение е много подобен на европейския воден кос.